# Nazarica
Nazarica (Servisch cyrillisch Назарица) is een plaats in de Servische gemeente Bosilegrad. De plaats telt 76 inwoners (2002).